# Goh
Un goh (xinès simplificat: 号; xinès tradicional: 號; pinyin: hào; japonès: gō; coreà: ho; vietnamita: hiệu) és un pseudònim, o nom de ploma, usat per artistes de l'Àsia oriental, i que de vegades canvia. La paraula i la idea de fer servir un pseudònim es va originar a la Xina, i després es va popularitzar en altres països de l'Àsia oriental, especialment al Japó i Corea.
En alguns casos, els artistes adoptaven diferents goh en diferents etapes de les seves carreres, normalment per senyalar canvis importants en les seves vides. Un exemple típic n'és el cas de Tang Yin, de la dinastia Ming, que va tenir més de deu pseudònims. Un exemple de cas extrem al Japó n'és el d'Hokusai, que només en el període del 1798 al 1806 no en va tenir menys de sis.

## Pseudònims i escoles
Aquesta forma la va utilitzar per primera vegada Li Bai, un famós poeta de l'època de la dinastia Tang.
El primer goh d'un artista de xilografies ukiyo-e li venia donat normalment pel cap de l'escola (un grup d'artistes i aprenents amb un mestre), en la qual havia estudiat inicialment; aquest goh normalment incloïa una de les síl·labes del goh del mestre.
Amb això, sovint es pot seguir quina era la relació entre els artistes, especialment en els últims anys, quan sembla que era bastant sistemàtic (sobretot en l'escola Utagawa) que la primera síl·laba del goh del deixeble fos l'última síl·laba del goh del mestre.
Així, un artista anomenat Toyoharu tenia un alumne anomenat Toyohiro, el qual, per la seva banda, tenia com a deixeble al famós paisatgista Hiroshige.
Un altre que va estudiar amb Toyoharu va ser el cap principal de l'escola Utagawa, Toyokuni. Toyokuni tenia uns deixebles anomenats Kunisada i Kuniyoshi. Kuniyoshi, per la seva banda, tenia un alumne, Yoshitoshi, entre els deixebles del qual hi havia Toshikata.

## Pseudònims heretats i reutilitzats
En algunes escoles, el goh de la majoria dels més veterans s'adoptava quan el mestre moria i el deixeble en cap assumia el seu lloc. Potser com a senyal de respecte, els artistes podien prendre el goh d'un artista anterior. Això fa que en sigui difícil l'atribució. El segell del censor ajuda a determinar la data d'un gravat en particular. L'estil també és important. Per exemple, Kunisada, després de canviar el seu goh pel de Toyokuni, va començar a signar els seus gravats amb el segell allargat amb forma de toshidama ('La joia de l'any nou') ovalat de l'escola Utagawa, un cartutx poc usual amb una ziga-zaga a l'angle superior dret. Els seus successors van seguir aquesta pràctica.
En l'escriptura moderna, una xifra romana identifica un artista en la seqüència d'artistes que han usat un goh. Així, a Kunisada I també se'l coneix com a Toyokuni III, perquè va ser el tercer artista que va signar amb aquest goh.